# Voroněžská oblast
Voroněžská oblast (rusky Воронежская область) je jedna z oblastí v Rusku. Nachází se na jihozápadu země, na středním toku řeky Don, přibližně 500 km jižně od Moskvy.
Hlavním a zdaleka největším městem je Voroněž (1,06 milionu obyvatel), okolo 50–60 tisíc obyvatel mají města Rossoš, Borisoglebsk a Liski.

## Historie
Voroněžská oblast vznikla 13. června 1934.

## Oblastní symboly

### Vlajka
Vlajka Voroněžské oblasti je tvořena červeným listem o poměru stran 2:3. Jedná se o heraldickou vlajku, vlajku reprodukující kompozici znaku – od žerdi vychází žlutá hora, složená z velkých kamenů, na jejímž svahu je bílý, převržený džbán, rozlévající bílou vodu.